# 서방부리도마뱀붙이
서방부리도마뱀붙이(Rhynchoedura ornata)는 웨스턴 비크 게코(western beaked gecko)라고 불리며, 호주 내륙 전역에서 발견되는 도마뱀붙이의 일종이다.
서방부리는 Schedule 4 에 등재된 멸종위기종으로 취급되며, 빅토리아주 야생동물법에 의거하여 서방부리를 소유하기 위해서는 "향상된" 허가가, 거래하기 위해서는 서면통지가 필요하다.

## 분류
이 종은 알베르트 귄터가 1867년에 최초로 기술하였다. 이 종은 호주 전역에 분포하는 부리도마뱀붙이속에 분류되었다. 이 속은 돌도마뱀붙이속과 몇 가지 특징을 공유하며, 글렌 스토르(:en:Glen Milton Storr)는 부리도마뱀붙이속을 conspicillatus group인 돌도마뱀붙이속에 포함시켜야할지도 모른다고 제안했다. Diplodactylus stenodactylus는 서식지, 분포, 생김새가, Diplodactylus pulcher는 주둥이와 척추가 서방부리와 닮았다.
Diplodactylus 의 유전계통학적 관계에 대한 연구는 두 분기군(clade)을 식별했으며, Lucasium 이 부활하였다. Rhynchoedura는 D. byrnei, D. steindachneri 와 stenodactylus 와는 다르지만, 이들과의 자매 집단이라고 볼 수 있다.

## 형태
서방부리는 항문까지 50mm, 꼬리까지 95mm까지 자라는, 꼬리가 길고 가는 소형 야행성 도마뱀붙이류다. 주둥이는 좁고 부리같이 생겼으며, 수척한 머리는 다른 도마뱀붙이류와 즉시 분간할 수 있는 특징이다. 서방부리는 때때로 덤불 밑에서 발견되지만, 보통 거미나 다른 도마뱀이 버려둔 땅굴(en:Burrow)에서 발견된다. 몸은 적갈색에서 적색 바탕에 작은 노란색, 갈색, 흰색 점무늬가 나있다. 머리의 일부분은 밝은 갈색이나 회색을 띈다. 크림색, 흰색 줄무늬는 눈의 밑부분에서 뻗어나가며, 몸의 밑부분은 흰색이다. 좋아하는 먹이는 흰개미다.
발가락은 작고 가늘고 휘어있다. rostral and mental shields의 뾰족한 모양이 작은 부리 구조를 형성한다. 항문전공(Preanal pore)은 존재한다. 이 도마뱀붙이류는 따뜻한 곳에서 시원한 곳으로 이동하여 체온을 조절한다. 암컷은 수컷보다 큰 편이며, 1살이 되기 전에 성숙하고, 덕분에 알이 더 제대로 생겨나서 자식이 생존할 가능성이 높아진다. 한 번에 껍질이 부드러운 알을 두 개씩 낳는다.

## 분포와 서식지
서방부리는 호주 전역, 특히 내륙지역에 흔하게 분포한다. 건조, 반건조 지역에 서식하며, 서식지와 토양의 종류를 그다지 가리지 않는다. 구체적으로는 뉴사우스웨일스주, 노던준주, 퀸즐랜드주, 사우스오스트레일리아주, 빅토리아주, 웨스턴오스트레일리아주에 서식한다. 남부의 해안가와 북부의 열대지방에서는 서식하지 않는다.
웨스턴오스트레일리아주에서는 사우스웨스트 북동부에 분포하며, 북부, 북서부 해안가에까지 뻗친다. 모식지(:en:Type locality (biology))는 웨스턴오스트레일리아주의 니콜 만(:en:Nicol Bay, Western Australia)이다.
서식지는 보통 스피니펙스가 자라나있는 모래언덕이나 모래평원일 수 있으며, 맬리(:en:Mallee Woodlands and Shrublands)와 멀가(:en:Acacia aneura)따위가 돋아난 시골일 수도 있다. 개체의 활동범위는 평생 동안 반경 30m를 벗어나지 않는다.